# Osiedle Mickiewicza (Lublin)

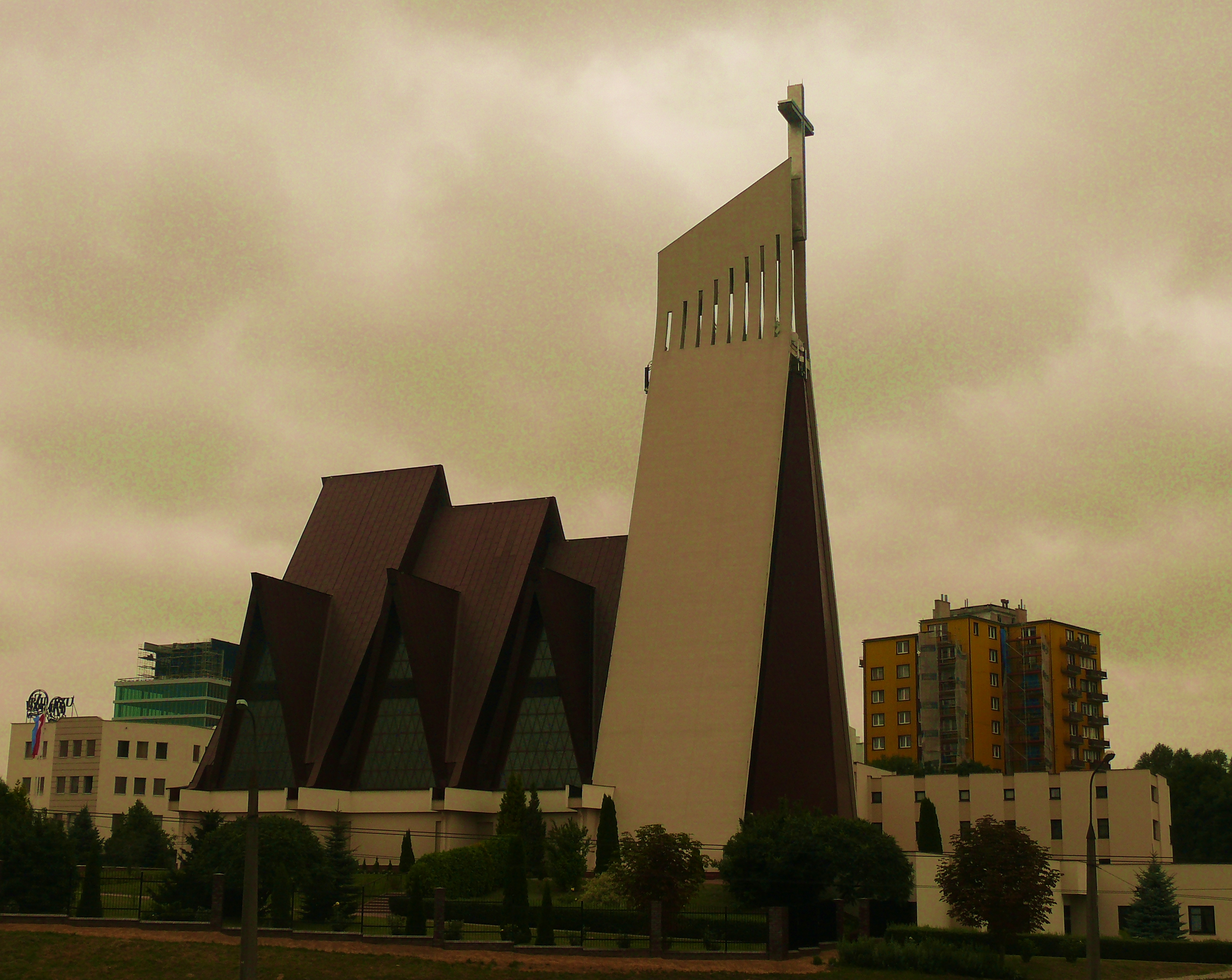
Kościół przy ulicy Filaretów

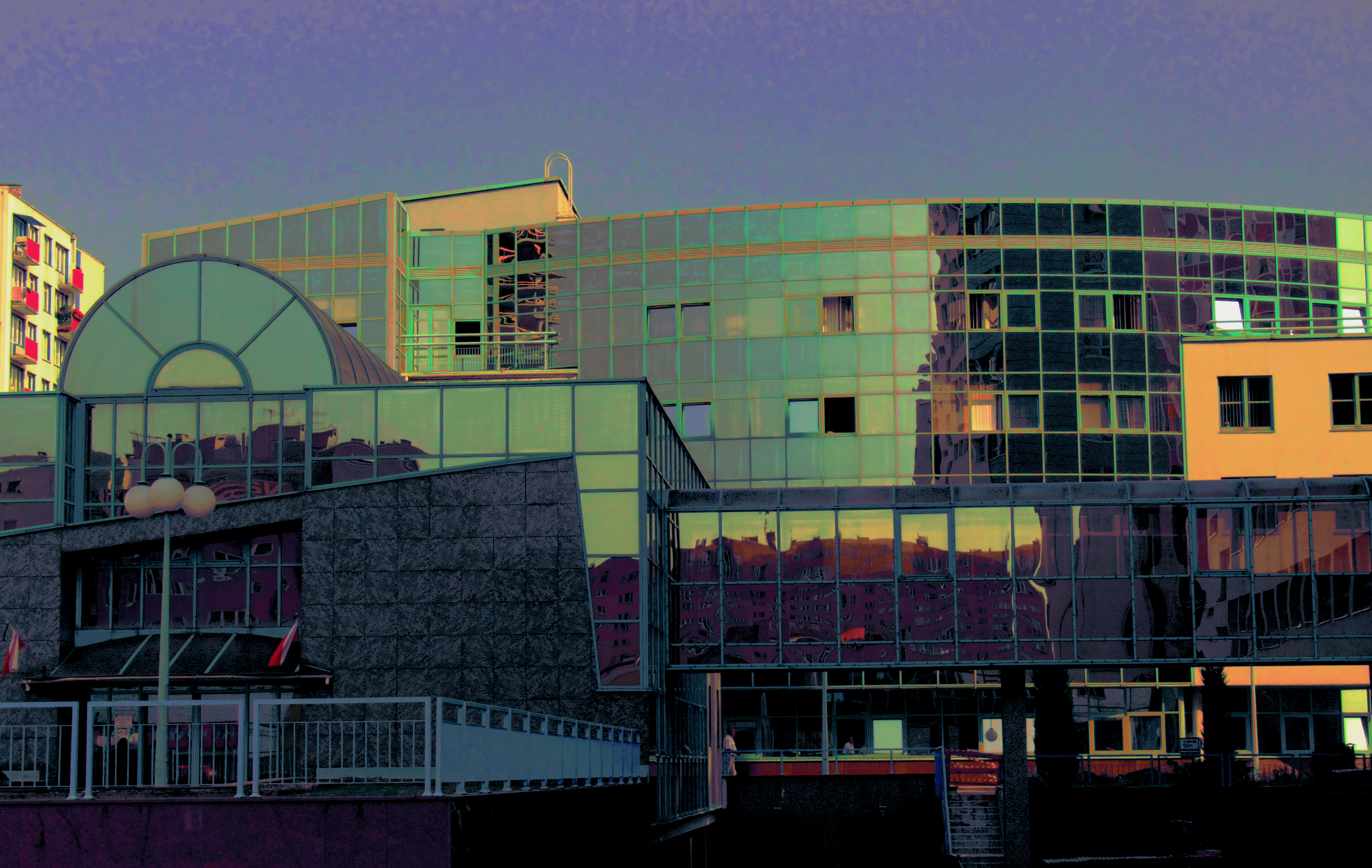
Zakład Ubezpieczeń Społecznych

Osiedle Adama Mickiewicza w Lublinie – pierwsze z siedmiu osiedli Lubelskiej Spółdzielni Mieszkaniowej, zbudowane w stylu osiedla-ogrodu. Zostało wzniesione w latach 1958–1971 według projektu architekta Feliksa Haczewskiego, ograniczone ulicami: Głęboką (od północy), Filaretów (od wschodu), Tomasza Zana (od południa) i Wileńską (od zachodu). Zwane jest czasem "Słonecznymi Wzgórzami". 
Bloki mieszkalne oraz obiekty użytkowe zostały wkomponowane w mocno zróżnicowaną konfigurację terenu i zespolone z otaczającą zielenią, zaprojektowaną przez inżyniera Józefa Maciejewskiego.
W osiedlu zbudowano 53 niewysokie, 3-4 piętrowe budynki mieszkalne. Jedynie na obrzeżach wzniesiono kilka wieżowców,tam też zostały usytuowane garaże, parkingi, kotłownia, warsztaty techniczne. Ruch kołowy został ograniczony do ulic Grażyny, Wajdeloty i Konrada Wallenroda. Wewnątrz osiedla urządzony został plac zabaw ze słynną wówczas atrakcją dla dzieci w postaci tzw. kosmicznej zjeżdżalni, samochodu, samolotu, huśtawek i innych urządzeń zabawowych. Tu znalazły się place do gry w piłkę, a wokół "oczka wodnego" z fontanną zasiadali osiedlowi szachiści.
W październiku 1974 roku został otwarty Osiedlowy Dom Kultury, który z czasem przejął rolę centrum kultury dla wszystkich osiedli LSM, wiele lat kierowała nim Adela Wójcik. Obok tego w osiedlu znalazły się podstawowe placówki oświatowo-wychowawcze: dwie szkoły, trzy przedszkola, dwie biblioteki, przychodnia zdrowia, apteki, poczta i sieć handlowo-usługowa. Działa tu także Środowiskowy Dom Samopomocy "Roztocze" i Stowarzyszenie "Źródło" z warsztatami dla niepełnosprawnych. Klub MPiK przy ul. Grażyny przekształcił się w centrum nauki języków obcych. Przy ul. Filaretów powstała parafia pw. Św.Józefa. W sąsiedztwie osiedla A. Mickiewicza wybudowano nowe obiekty: Zakład Ubezpieczeń Społecznych, sąd, banki i supermarkety.